# Станіславиці (Сілезьке воєводство)
Станіславиці (пол. Stanisławice) — село в Польщі, у гміні Конецполь Ченстоховського повіту Сілезького воєводства.
Населення — 215 осіб (2011).
У 1975-1998 роках село належало до Ченстоховського воєводства.

## Демографія
Демографічна структура станом на 31 березня 2011 року:
|          | Загалом | Допрацездатний вік | Працездатний вік | Постпрацездатний вік |
| -------- | ------- | ------------------ | ---------------- | -------------------- |
| Чоловіки | 110     | 17                 | 79               | 14                   |
| Жінки    | 105     | 21                 | 59               | 25                   |
| Разом    | 215     | 38                 | 138              | 39                   |